# Vanessa Wormer
Vanessa Wormer (geboren 26. September 1987 in Bruchsal) ist eine deutsche Journalistin.

## Leben und Arbeit
Vanessa Wormer wurde 1987 in Bruchsal geboren und legte 2007 dort am Justus-Knecht-Gymnasium das Abitur ab. Von 2008 bis 2010 nahm sie an der studienbegleitenden Journalistenausbildung der katholischen Journalistenschule ifp teil und studierte Geschichte und Germanistik auf Master an der Universität Mannheim. Anschließend arbeitete sie als Online-Redakteurin bei der Heilbronner Stimme. Im Jahr 2015 absolvierte sie das Lede-Programm an der Columbia University Graduate School of Journalism. Im September 2015 nahm sie eine Stelle als Datenjournalistin bei der Süddeutschen Zeitung an und übernahm im März 2018 die Teamleitung. Seit September 2020 leitet sie das Innovationslabor „SWR X Lab“ beim Südwestrundfunk.

## Auszeichnungen
Für die Publikation über die Panama Papers im Frühjahr 2016 in der Süddeutschen Zeitung wurde sie mehrfach ausgezeichnet: als Journalistin des Jahres 2016, mit dem Helmut-Schmidt-Journalistenpreis und dem Deutschen Reporterpreis 2016 und indirekt mit dem Pulitzer-Preis 2017.